# La Meilleure Gagneuse de Butters
La Meilleure Gagneuse de Butters (Butters' Bottom Bitch en VO) est le neuvième épisode de la saison 13 de la série télévisée South Park.
Un épisode centré sur Butters. Le titre désigne la prostituée préférée d'un proxénète. C'est le premier épisode de South Park à aborder aussi profondément le thème de la prostitution.
Butters est arrivé au CM1 sans avoir jamais embrassé une fille. Tous ses amis se moquent de lui sans pitié. Butters est déterminé à rattraper son retard sur ses petits camarades. Entretemps un policier particulièrement zélé déclare la guerre à la prostitution à South Park.

## Résumé
Comme Butters n'a jamais embrassé une fille, les garçons l'amènent à une fille qui fait payer 5 dollars pour embrasser des garçons. Butters décide de l'aider en lui amenant des garçons. Ce faisant, il comprend qu'agrandir son affaire demandera une fille en plus. Il obtient la désapprobation formelle de Stan, Kyle et Cartman qui le traitent de "mac" (Proxénète). Mais Butters gagnant beaucoup d'argent, agrandit son "entreprise" à quatre filles et va même à une convention de proxénètes, où il retient pour conseil d'instaurer une concurrence entre ses filles et d'avoir un contrôle sur leur argent, clientèle et paiement. Butters s'y attèle et devient quelque peu obsédé par le recrutement et par cette nouvelle passion. Kyle ne pourra même pas l'arrêter dans son ascension.
Dans le scénario secondaire, le sergent Yates mène la guerre à South Park avec zèle puisqu'il arrête un client non sans lui avoir prodigué une fellation. Il multiplie les arrestations en se faisant passer pour Yolanda, une prostituée blonde qui n'arrête ses clients qu'après avoir eu des rapports avec eux. Il trouve même un Proxénète, K-Shawn, dont il devient la "Meilleure Gagneuse".
Après avoir recruté trois nouvelles filles (adultes), l'animosité se fait sentir dans le groupe de Butters. Yates "Yolanda" arrive afin de se faire recruter par le nouveau proxénète en vogue après avoir quitté l'ancien. Mais K-Shawn souhaite épouser Yolanda. Au comble de l'émotion, Yolanda accepte et embrasse son mac devant chez Butters qui réalise que l'important c'est le bonheur de ses filles, non l'argent qu'il leur rapporte. Il les libère et leur souhaite de s'épanouir seules dans le métier.
Plus tard, Yolanda et K-Shawn sont mariés. Alors que ce dernier lui offre un collier, Yolanda cherche un cadeau pour son cher mari, et sort alors son badge et son arme en criant "Tu t'es fais avoir mon pote ! Je suis flic !!"
- Dû au fait que M. Garrison n'avait que deux répliques dans toute la deuxième moitié de la saison 13, les traducteurs n'ont pas jugé nécessaire de faire appel au doubleur de M. Garrison, d'où le changement de voix dans cet épisode. Ce changement de voix se poursuivra sur les saisons suivantes qui ne mettront pas non plus en avant le personnage de Garrison qui sera dès lors doublé par William Coryn.